# George Carruthers
George Carruthers (Cincinnati, 1º ottobre 1939 – 26 dicembre 2020) è stato un fisico e ingegnere statunitense, attivo nel campo delle scienze dello spazio.

## Biografia
Studiò ingegneria presso l'Università dell'Illinois. Lavorò per la NASA dove progettò la Lunar Surface Ultraviolet Camera, utilizzata per la missione lunare Apollo 16 ed altri strumenti scientifici utilizzati a bordo dello Space Shuttle.

## Onorificenze
- 1973, Premio Helen B. Warner per l'Astronomia[2].